# Española Cove
Die Española Cove (spanisch Caleta Española ‚Spanische Bucht‘) ist eine kleine Nebenbucht der South Bay an der Südküste der Livingston-Insel im Archipel der Südlichen Shetlandinseln. Auf der Westseite der Hurd-Halbinsel liegt sie unmittelbar nördlich der Juan-Carlos-I.-Station zwischen dem Polish Bluff und dem Johnsons Dock. 
Luftaufnahmen entstanden zwischen 1956 und 1957 bei der Falkland Islands and Dependencies Aerial Survey Expedition. Spanische Wissenschaftler benannten sie 1991. Das UK Antarctic Place-Names Committee übertrug diese Benennung 2003 in einer Teilübersetzung ins Englische.